# Grote schoffelneussteur
Pseudoscaphirhynchus kaufmanni is een  straalvinnige vissensoort uit de familie van steuren (Acipenseridae). De wetenschappelijke naam van de soort is voor het eerst geldig gepubliceerd in 1877 door Kessler.
De soort staat op de Rode Lijst van de IUCN als Kritiek, beoordelingsjaar 2022. De omvang van de populatie is volgens de IUCN dalend.